# Gran Premio Castilla y León
Il Gran Premio Castilla y León era una corsa in linea femminile di ciclismo su strada che si tenne nella comunità spagnola di Castiglia e León, dal 2002 al 2006. Faceva parte del calendario della Coppa del mondo su strada femminile.

## Albo d'oro
Aggiornato all'edizione 2008.
| Anno | Vincitrice        | Seconda       | Terza             |
| ---- | ----------------- | ------------- | ----------------- |
| 2002 | Regina Schleicher | Petra Rossner | Mirjam Melchers   |
| 2003 | Mirjam Melchers   | Anita Valen   | Sara Carrigan     |
| 2004 | Angela Brodtka    | Oenone Wood   | Mirjam Melchers   |
| 2005 | Susanne Ljungskog | Judith Arndt  | Tatiana Guderzo   |
| 2006 | Nicole Cooke      | Judith Arndt  | Susanne Ljungskog |